# Горілий Платон Спиридонович
Платон Горілий (1896, с. Печенюги, Новгород-Сіверський повіт, Чернігівська губернія — 1943, Тихоновичі, Сновський район, Чернігівська область) — директор Глухівського інституту соціального виховання (1930–1931).

## Життєпис
Народився 1896 р. у с. Печенюги Новгород-Сіверського повіту Чернігівської губернії. 
1918 прийнятий у громадянство Української Держави, з 1921 — у постійній зоні окупації большевицької Московії.
У 1930–1931 працював директором Глухівського інституту соціального виховання. 
У роки німецько-радянської війни був комісаром партизанського загону Чернігівського  партизанського з’єднання О.Ф. Федорова. 
Загинув у квітні 1943 біля села Тихоновичі на Чернігівщині.